# Коламбія (Коннектикут)
Коламбія (англ. Columbia) — місто (англ. town) в США, в окрузі Толленд штату Коннектикут. Населення — 5272 особи (2020).

## Демографія
Згідно з переписом 2010 року, у місті мешкало 5485 осіб у 2154 домогосподарствах у складі 1611 родини. Було 2308 помешкань
Расовий склад населення:
| - 97,1 % — білих - 0,7 % — чорних або афроамериканців - 0,7 % — азіатів - 0,1 % — корінних американців |

До двох чи більше рас належало 0,9 %. Частка іспаномовних становила 2,9 % від усіх жителів.
За віковим діапазоном населення розподілялося таким чином: 21,1 % — особи молодші 18 років, 63,6 % — особи у віці 18—64 років, 15,3 % — особи у віці 65 років та старші. Медіана віку мешканця становила 45,6 року. На 100 осіб жіночої статі у місті припадало 94,6 чоловіків;  на 100 жінок у віці від 18 років та старших — 93,9 чоловіків також старших 18 років.
Середній дохід на одне домашнє господарство  становив 117 629 доларів США (медіана — 100 179), а середній дохід на одну сім'ю — 129 052 долари (медіана — 108 070). Медіана доходів становила 72 048 доларів для чоловіків та 60 422 долари для жінок. За межею бідності перебувало 3,2 % осіб, у тому числі 1,9 % дітей у віці до 18 років та 2,3 % осіб у віці 65 років та старших.
Цивільне працевлаштоване населення становило 2935 осіб. Основні галузі зайнятості: освіта, охорона здоров'я та соціальна допомога — 24,9 %, науковці, спеціалісти, менеджери — 15,0 %, роздрібна торгівля — 14,7 %.